# Stand!
Stand! è il quarto album discografico del gruppo soul/funk/rock Sly and the Family Stone, pubblicato negli Stati Uniti il 3 maggio 1969 su etichetta Epic Records; scritto e prodotto dal cantante e polistrumentista Sly Stone.

## Il disco

### Produzione
Stand! venne registrato dopo l'insuccesso commerciale di Life. Nonostante il singolo della Family Stone di inizio 1968 Dance to the Music fosse stato un successo da top ten negli Stati Uniti, nessuno dei precedenti tre album della band era andato bene in classifica. Stand! interruppe questo trend negativo, raggiungendo la posizione numero 13 della classifica Billboard 200, lanciando Sly Stone e i suoi compagni Freddie Stone, Larry Graham, Rose Stone, Cynthia Robinson, Jerry Martini, e Greg Errico, nell'olimpo degli artisti di successo.
La maggior parte dell'album fu incisa a San Francisco negli studi Pacific High Recording Studios. Il fotografo ufficiale della band Stephen Paley ricorda con quanta passione e professionalità Sly Stone lavorasse su Stand!, a differenza dei periodi successivi quando cadde nel tunnel della droga.

## Accoglienza
Stand! fu l'album che permise alla band di conquistare definitivamente il successo. Il disco vendette più di tre milioni di copie diventando uno degli album di maggior successo di tutti gli anni sessanta. L'album vendette 500 000 copie nel primo anno di pubblicazione e fu certificato disco d'oro dalla RIAA il 4 dicembre 1969. Nel 1986, Stand! aveva venduto circa un milione di copie e fu certificato disco di platino dalla RIAA il 26 novembre dello stesso anno. Stand! viene considerato uno dei picchi artistici del gruppo ed include diversi brani famosi come Sing a Simple Song, I Want to Take You Higher, Stand!, Everyday People, e la polemica Don't Call Me Nigger, Whitey. Nel 2003, l'album è stato classificato dalla rivista Rolling Stone alla posizione numero 118 nella lista dei migliori 500 album di sempre.

### Influenza
Stand! è uno degli album maggiormente campionati di tutti i tempi; gli artisti e i produttori hip hop trovano particolarmente fonte di ispirazione nel campionare il suono della batteria di Gregg Errico nei brani Sing a Simple Song e You Can Make It If You Try. La parte di batteria di queste due tracce può essere trovata letteralmente in centinaia di canzoni hip-hop e R&B contemporanee, ad opera di artisti come LL Cool J, The Jungle Brothers, Digital Underground, Ice Cube, TLC, Jodeci, e molti altri. Gli Arrested Development, gruppo hip hop pesantemente influenzato dagli Sly & the Family Stone, saccheggiarono molte tracce presenti su Stand! per il loro album di debutto 3 Years, 5 Months & 2 Days in the Life Of... uscito nel 1992.

## Tracce
- Tutti i brani sono opera di Sly Stone.

Lato 1
1. Stand! – 3:08
2. Don't Call Me Nigger, Whitey – 5:58
3. I Want to Take You Higher – 5:22
4. Somebody's Watching You – 3:20
5. Sing a Simple Song – 3:56

Lato 2
1. Everyday People – 2:21
2. Sex Machine – 13:45
3. You Can Make It If You Try – 3:37

### Bonus tracks limited edition CD 2007
1. Stand! (mono single version)
2. I Want To Take You Higher (mono single version)
3. You Can Make It If You Try (mono single version)
4. Soul Clappin II (precedentemente inedita)
5. My Brain (Zig-Zag) (strumentale precedentemente inedito)

## Formazione
- Sly Stone: voce, organo, chitarra, pianoforte, armonica, vocoder, e basso in You Can Make It If You Try.
- Freddie Stone: voce, chitarra
- Larry Graham: voce, basso (tracce dalla 1 alla 7)
- Rose Stone: voce, pianoforte, tastiere
- Cynthia Robinson: tromba, voce, cori in I Want to Take You Higher
- Jerry Martini: sassofono, cori in I Want to Take You Higher
- Greg Errico: batteria, cori in I Want to Take You Higher
- Little Sister (Vet Stone, Mary McCreary, Elva Mouton): coro in Stand!, Sing a Simple Song, Everyday People, e I Want to Take you Higher
- Ingegneri del suono: Don Puluse, Brian Ross-Myring, Phil Macey

### Singoli
- Everyday People
  - Epic single 10407, 1968; B-side: Sing a Simple Song
- Stand!
  - Epic single 10450 , 1969; B-side: I Want to Take You Higher
  - Ripubblicato nel 1970 con i lati invertiti.

## Campionamenti successivi (selezione)
- Sing a Simple Song
  - Temptations - 2Pac sull'album Me Against the World
  - Young Niggaz - 2Pac sull'album Me Against the World
  - Protect Ya Neck - Wu-Tang Clan sull'album Enter the Wu-Tang (36 Chambers)
  - Your Ass Got Took - Scarface sull'album Mr. Scarface is Back